# Ray Carrasco
Ray Carrasco (15 februari 1947) is een Amerikaanse golfprofessional.
Ray was het oudste kind van Ray en Delia Carrasco uit Californië, hij had veertien broertjes en zusjes. Hij verkocht kranten en kocht daarna zelf zijn eerste golfclubs. 

Hij won op 16-jarige leeftijd een toernooi terwijl hij nog op de Garden Grove High School zat. Daarna zat hij twee jaar op het Stanta Ana College. Daarna kreeg hij een studiebeurs waarmee hij kon gaan studeren aan de San Diego State University; hij speelde college golf voor de Aztecs in 1966 en 1967.  

## Professional
Hij werd in 1971 golfprofessional en speelde twee jaar op de Amerikaanse PGA Tour en enkele toernooien op de Europese PGA Tour, toen die net was opgericht. Daarna gaf hij zestien jaar lang les op de Laguna Hills Golf Range ten zuiden van Los Angeles en won ruim 100 toernooien op de Amerikaanse mini-tours.
In 1998 kwalificeerde hij zich voor de Europese Senior Tour. Hij gehaalde er 28 toernooien en behaalde er drie overwinningen. 

## Gewonnen
- 1980: Granadilla Invitational Chilean International Professional Golf Tournament
- 2002: Travis Perkins Senior British Masters (-10)
- 2003: Digicel Jamaica Classic (-5)
- 2004: Ryder Cup Wales Senior Open (-4)

Hij is getrouwd met Suzanne en heeft twee kinderen.